# The American Astronaut
Pour plus de détails, voir Fiche technique et Distribution.
The American Astronaut est un film américain réalisé par Cory McAbee, sorti en 2001.

## Synopsis
Samuel Curtis est un astronaute en mission sur l'astéroïde Cérès. Une fois après l'avoir accomplie, il reçoit du matériel lui permettant de créer la créature la plus rare de l'univers : une femme.

## Fiche technique
- Titre : The American Astronaut
- Réalisation : Cory McAbee
- Scénario : Cory McAbee
- Musique : The Billy Nayer Show
- Photographie : W. Mott Hupfel III
- Montage : Pete Beaudreau
- Production : Robert Lurie, William Perkins et Joshua Taylor
- Société de production : BNS Productions et Commodore Films
- Société de distribution : Artistic License (États-Unis)
- Pays de production :  États-Unis
- Genre : Film musical, comédie et science-fiction
- Durée : 91 minutes
- Dates de sortie : 
  - États-Unis : 21 septembre 2001
  - France : 3 novembre 2001

## Distribution
- Cory McAbee : Samuel Curtis
- Rocco Sisto : le professeur Hess
- Gregory Russell Cook : l'Homme-Qui-Un-Jour-A-Vu-Des-Seins
- Annie Golden : Cloris
- James Ransone : Bodysuit
- Joshua Taylor : Blueberry Pirate
- Tom Aldredge : le vieil homme
- Bill Buell : Eddie
- Peter McRobbie : Lee Vilensky

## Distinctions
Le film a été présenté en sélection officielle en compétition au festival du film de Sundance 2001.